# Чемпионат мира по фехтованию 1999
Чемпионат мира по фехтованию 1999 года проходил с 1 по 8 ноября в Сеуле (Республика Корея). Это был первый чемпионат мира, в программу которого было включено первенство (личное и командное) на саблях среди женщин.

## Общий медальный зачёт
| Место | Страна           | Золото | Серебро | Бронза | Всего |
| ----- | ---------------- | ------ | ------- | ------ | ----- |
| 1     | Франция          | 5      | 1       | 2      | 8     |
| 2     | Германия         | 2      | 2       | 2      | 6     |
| 2     | Италия           | 2      | 2       | 2      | 6     |
| 3     | Азербайджан      | 1      | 0       | 1      | 2     |
| 3     | Венгрия          | 1      | 0       | 1      | 2     |
| 4     | Украина          | 1      | 0       | 0      | 1     |
| 5     | Китай            | 0      | 2       | 1      | 3     |
| 5     | Польша           | 0      | 2       | 1      | 3     |
| 6     | Россия           | 0      | 1       | 3      | 4     |
| 7     | Швеция           | 0      | 1       | 0      | 1     |
| 7     | Швейцария        | 0      | 1       | 0      | 1     |
| 8     | Куба             | 0      | 0       | 2      | 2     |
| 9     | Эстония          | 0      | 0       | 1      | 1     |
| 9     | Республика Корея | 0      | 0       | 1      | 1     |
| 9     | США              | 0      | 0       | 1      | 1     |

## Медалисты

### Мужчины
| Дисциплина                  | Золото                                                                         | Серебро                                                                       | Бронза                                                                             |
| --------------------------- | ------------------------------------------------------------------------------ | ----------------------------------------------------------------------------- | ---------------------------------------------------------------------------------- |
| Шпага Личное первенство     | Арнд Шмитт                                                                     | Петер Ванкю                                                                   | Кайдо Кааберма Павел Колобков                                                      |
| Шпага Командное первенство  | Франция · Юг Обри · Жан-Франсуа Ди Мартино · Эрик Среки · Реми Дельомм         | Германия · Арнд Шмитт · Марк Штайфензанд · Йёрг Фидлер · Эльмар Боррман       | Куба · Иван Тревехо · Карлос Педросо · Нельсон Лойола · Камило Борис               |
| Рапира Личное первенство    | Сергей Голубицкий                                                              | Маттео Ценнаро                                                                | Вольфганг Винанд Ким Ён Хо                                                         |
| Рапира Командное первенство | Франция · Патрис Лотелье · Лионель Плюменай · Жан-Ноэль Феррари · Жан-Ив Робен | Китай · Ван Хайбинь · Е Чун · Чжан Цзе · Дун Чжаочжи                          | Польша · Пётр Кельпиковский · Войцех Шухницкий · Славомир Моцек · Адам Кжесиньский |
| Сабля Личное первенство     | Дамьен Туйя                                                                    | Станислав Поздняков                                                           | Жан-Филипп Дорелль Луиджи Тарантино                                                |
| Сабля Командное первенство  | Франция · Дамьен Туйя · Жан-Филипп Дорелль · Матьё Гурден · Жюльен Пийе        | Польша · Норберт Яскот · Марцин Собала · Рафал Шнайдер · Аркадиуш Новиновский | Россия · Станислав Поздняков · Алексей Фросин · Сергей Шариков · Алексей Дьяченко  |

### Женщины
| Дисциплина                  | Золото                                                                        | Серебро                                                                          | Бронза                                                                    |
| --------------------------- | ----------------------------------------------------------------------------- | -------------------------------------------------------------------------------- | ------------------------------------------------------------------------- |
| Шпага Личное первенство     | Лора Флессель                                                                 | Диана Романьоли                                                                  | Ильдико Минца Мирайда Гарсия                                              |
| Шпага Командное первенство  | Венгрия · Ильдико Минца · Дьёндьи Салай · Тимеа Надь · Хайналька Тот          | Китай · Ян Шаоци · Ли На · Лян Цинь                                              | Германия · Имке Дуплитцер · Клаудия Бокель · Кристина Опхардт · Катя Насс |
| Рапира Личное первенство    | Валентина Веццали                                                             | Забине Бау                                                                       | Ирис Циммерман Светлана Бойко                                             |
| Рапира Командное первенство | Германия · Забине Бау · Зимоне Бауэр · Рита Кёниг · Моника Вебер              | Польша · Барбара Шевчик · Сильвия Грухала · Алисья Крычало · Магдалена Мрочкевич | Китай · Сяо Айхуа · Мэн Цзе · Юань Ли · Ши Хайин                          |
| Сабля Личное первенство     | Елена Жемаева                                                                 | Илария Бьянко                                                                    | Эва Путей-Нобль Анна Ферраро                                              |
| Сабля Командное первенство  | Италия · Илария Бьянко · Анна Ферраро · Алессиа Тоньолли · Даниэла Колайакомо | Франция · Анне-Лиз Туйя · Сесиль Аржоля · Эва Путей-Нобль · Магали Каррье        | Азербайджан · Елена Жемаева · Анджела Волкова · Татьяна Дьяченко          |